# Boxeuropameisterschaften 2015
Die 41. Herren-Boxeuropameisterschaften der Amateure wurden vom 5. bis zum 16. August 2015 in der bulgarischen Stadt Samokow ausgetragen. Es nahmen 241 Sportler aus 37 Staaten teil.
Die vier Medaillengewinner jeder Gewichtsklasse und die beiden Sportler, welche im Viertelfinale den beiden Finalisten unterlagen qualifizierten sich für die Weltmeisterschaften 2015 in Doha. Von den deutschen Sportlern erreichten jedoch nur Florian Schulz und Roman Fress diese Qualifikation.
Es wurden 40 Medaillen in zehn Gewichtsklassen vergeben.

## Ergebnisse
| Klasse                          | Gold                           | Silber                       | Bronze                                                  |
| Halbfliegengewicht (bis 49 kg)  | Wassili Jegorow Russland       | Harvey Horn Großbritannien   | Tinko Banabakow Bulgarien Rüfət Hüseynov Aserbaidschan  |
| Fliegengewicht (bis 52 kg)      | Daniel Assenow Bulgarien       | Muhammad Ali Großbritannien  | Nándor Csóka Ungarn Kelvin de la Nieve Spanien          |
| Bantamgewicht (bis 56 kg)       | Michael Conlan Irland          | Qais Ashfaq Großbritannien   | Francesco Maietta Italien Aram Awagjan Armenien         |
| Leichtgewicht (bis 60 kg)       | Joseph Cordina Großbritannien  | Otar Eranossian Georgien     | Enrico Lacruz Niederlande Elian Dimitrow Bulgarien      |
| Halbweltergewicht (bis 64 kg)   | Witali Dunaizew Russland       | Pat McCormack Großbritannien | Evaldas Petrauskas Litauen Dean Walsh Irland            |
| Weltergewicht (bis 69 kg)       | Eimantas Stanionis Litauen     | Pawel Kastramin Belarus      | Clarence Goyeram Schweden Youba Sissokho Spanien        |
| Mittelgewicht (bis 75 kg)       | Pjotr Chamukow Russland        | Tomasz Jabłoński Polen       | Saal Kwatschatadse Georgien Salvatore Cavallaro Italien |
| Halbschwergewicht (bis 81 kg)   | Joe Ward Irland                | Peter Müllenberg Niederlande | Hrvoje Sep Kroatien Joshua Buatsi Großbritannien        |
| Schwergewicht (bis 91 kg)       | Jewgeni Tischtschenko Russland | Igor Jakubowski Polen        | Terwel Pulew Bulgarien Nikolajs Grišuņins Lettland      |
| Superschwergewicht (über 91 kg) | Filip Hrgović Kroatien         | Florian Schulz Deutschland   | Mihai Nistor Rumänien Petar Belberow Bulgarien          |

## Medaillenspiegel
| Rang | Land                   | Gold | Silber | Bronze | Gesamt |
| ---- | ---------------------- | ---- | ------ | ------ | ------ |
| 1    | Russland               | 4    | 0      | 0      | 4      |
| 2    | Irland                 | 2    | 0      | 1      | 3      |
| 3    | Vereinigtes Königreich | 1    | 4      | 1      | 6      |
| 4    | Bulgarien              | 1    | 0      | 4      | 5      |
| 5    | Litauen                | 1    | 0      | 1      | 2      |
| 5    | Kroatien               | 1    | 0      | 1      | 2      |
| 7    | Polen                  | 0    | 2      | 0      | 2      |
| 8    | Georgien               | 0    | 1      | 1      | 2      |
| 8    | Niederlande            | 0    | 1      | 1      | 2      |
| 10   | Belarus                | 0    | 1      | 0      | 1      |
| 10   | Deutschland            | 0    | 1      | 0      | 1      |
| 12   | Spanien                | 0    | 0      | 2      | 2      |
| 12   | Italien                | 0    | 0      | 2      | 2      |
| 14   | Aserbaidschan          | 0    | 0      | 1      | 1      |
| 14   | Ungarn                 | 0    | 0      | 1      | 1      |
| 14   | Armenien               | 0    | 0      | 1      | 1      |
| 14   | Schweden               | 0    | 0      | 1      | 1      |
| 14   | Lettland               | 0    | 0      | 1      | 1      |
| 14   | Rumänien               | 0    | 0      | 1      | 1      |
|      | Gesamt                 | 10   | 10     | 20     | 40     |